# Luchthaven Bajkit
Luchthaven Bajkit (Russisch: Аэропорт Байкит) is een luchthaven in de kraj Krasnojarsk, Rusland. Het ligt op één kilometer afstand van de stad Bajkit. Het is een publiek vliegveld.